# Acid peracetic
Acidul peracetic (cunoscut și ca acid peroxiacetic, sau APA) e un peracid cu formula CH3CO3H. Acest peroxid organic e un lichid incolor cu miros acru caracteristic ce amintește de cel al acidului acetic. Poate fi produs cu peroxid de hidrogen. Poate fi extrem de coroziv. 
Acidul peracetic e un acid mai slab decât sursa sa, acidul acetic.

## Producere
Se poate produce prin autoxidarea acetaldehidei. Se comercializează sub formă de amestec acid acetic - peroxid de hidrogen.